# American Flyer
American Flyer waren eine kurzlebige Band Mitte der 1970er Jahre.
Das Quartett spielte soliden Country-Rock, die Bandmitglieder waren vorher schon bei recht erfolgreichen Gruppen. Nach nur zwei LPs (die erste wurde von George Martin produziert) ging die Band wieder auseinander.

## Mitglieder
Craig Fuller (Pure Prairie League), Eric Kaz (The Blues Magoos), Steve Katz (Blood, Sweat & Tears), Doug Yule (The Velvet Underground).

## Veröffentlichungen
- 1976: American Flyer (#87 Billboard Charts)
- 1977: Spirit of a woman